# María Dolores Arana
María Dolores Arana Ilarduya (Zumaya, 24 de julio de 1910 - Hermosillo, 5 de abril de 1999) fue una escritora española que publicó casi toda su obra en su exilio en México. 

## Trayectoria

### En España
Sus padres eran Remedios Ilarduya y Victoriano Arana que se habían casado en 1908. Él era administrador de la aduana de Zumaya. Al ser trasladado a la  aduana de Irún, la familia se trasladó a San Sebastián, donde vivieron en la casa que había heredado su padre. Era la primogénita de nueve hermanos. Estudió en las escuelas Francesas recibiendo también clases de piano.
En San Sebastián conoció a Menchu Gal y Mari Paz Angoso, y entraron en la sociedad GU, una sociedad gastronómica y cultural, dirigida por José Manuel Aizpurua. GU se caracterizaba por admitir mujeres, era obligatorio el tuteo y estaban en contacto con las vanguardias. Con el tiempo se convirtió en un órgano al servicio de la Falange. Se presentó a las oposiciones para el cuerpo auxiliar de aduanas, pero fue a Madrid a estudiar Filosofía y Letras. En julio de 1936 iba a presentarse a las oposiciones como profesora de literatura pero el comienzo de la guerra civil se lo impidió.
Colaboró con poemas en distintas publicaciones, como Noreste y Hoja literaria. En 1935 publicó su primer libro de poesía, Canciones en azul, en Zaragoza. El libro obtuvo buenas críticas. Fue editado como número 2 de la colección Cuadernos de Cierzo, dependiente de la revista Cierzo, y en su número 10, había una breve reseña del libro realizada por Tomás Seral y Casas. El libro llevaba un retrato a plumilla de la autora dibujado por Federico Comps.
Posicionada a favor de la República trabajó como secretaria de la Alianza de Intelectuales para la Defensa de la Cultura. Participó en el II Congreso Internacional de Escritores para la Defensa de la Cultura y allí, conoció, entre otros a Octavio Paz con el que le unió una duradera amistad. En esta época conoció a José Ruiz Borau, que después cambiaría su nombre a José Ramón Arana, dirigente de la UGT.  Al acabar la guerra ambos marcharon al exilio.

### Exilio y muerte
Desheredada por su padre, ferviente franquista, y pese a los ruegos de su familia, huyó a Bayona, donde residió mientras Borau estuvo recluido en el campo de Gurs,  y donde nació su primer hijo, Juan Ramón. Después marcharon a América desde el puerto de Marsella, gracias a la ayuda de la norteamericana Margaret Palmer. Estuvieron en Martinica, donde nacería su segundo hijo, Federico, en la República Dominicana y en Cuba antes de llegar finalmente a México, en 1942. Los nombres de sus hijos fueron debidos a la admiración que sentían por Juan Ramón Jiménez y Federico García Lorca.
Tuvo diversos trabajos que compaginaba con la colaboración en revistas del exilio como Aragón, Gaceta Mensual de los Aragoneses en México, (1943-1945)  fundada por José Ramón Arana o Las Españas. Revista Literaria, (1945 - 1963)  impulsada también por José Ramón Arana y Manuel Andújar, además de reseñar libros y artículos de índole cultural, firmados con el seudónimo Medea, en revistas mexicanas.
En 1953 publicó en el exilio su segundo libro de poemas, Árbol de sueños, con prólogo de Concha Méndez, a la que le unía una gran amistad que había comenzado en Cuba. Arana, a su vez, publicó reseñas y artículos sobre la obra de su amiga a lo largo de más de 30 años en revistas como Aragón, Kena y El Día.
En 1960 se separó de José Ramón Arana.
En 1966 publicó Arrio y su querella, un breve libro de historia de la filosofía cristiana, en una colección de cuadernos de lectura popular editados por la Secretaría de Educación Pública. En esa misma colección publicó otro título sobre la figura de Recaredo. Además, desde su estancia en La Martinica se había interesado por el vudú y la magia negra; así que publicó en 1987 un libro sobre ello que tituló Zombies. El misterio de los muertos vivientes.
A partir de 1961, y por mediación de su amigo Luis Cernuda, al que había conocido en casa de Concha Méndez, colaboró en la revista Papeles de Son Armadans, dirigida por Camilo José Cela, con quien entabló una larga amistad epistolar. Le mandó 17 artículos en los que daba a conocer a autores mexicanos. También colaboró en diversas revistas mexicanas: Nivel, Kena (revista femenina), El Rehilete (desde 1969), Revista de América, donde publicó entrevistas a partir de 1967, con el seudónimo de María Danara, entre otras.
A finales de los setenta impartió un taller de redacción de la Facultad de Economía de la UNAM. Después fue contratada como correctora de estilo en la Secretaría de Gobernación de la República. Allí escribía discursos, llevaba a cabo investigaciones culturales para la presidencia y traducía y corregía artículos.
En el verano de 1976 regresó por primera vez a España, muerto ya Francisco Franco, al acompañar a su hijo mayor al Festival de Cine de San Sebastián. Participó en el libro homenaje a Luis Cernuda, publicado en 1977, junto a otros poetas de la Generación del 27.
En los 80 realizó más viajes a España residiendo en la casa familiar donde había crecido. Los últimos años de su vida los pasó con su hijo Juan Ramón en Hermosillo, al norte de México, donde falleció el 5 de abril de 1999.

## Obras
Además de sus numerosos artículos y reseñas, publicó los siguientes libros:
- Canciones en azul. Zaragoza: Ediciones Cierzo, 1935.

- Árbol de sueños. México D. F.: Intercontinental, 1955. Prólogo de Concha Méndez.

- Arrio y su querella. México D. F.: SEP (Cuadernos de Lectura Popular. El hombre en la historia, 54), 1966.
- “Sobre Luis Cernuda”, en Derek Harris (ed.), Luis Cernuda. Madrid: Taurus, 1977: 176-184. Primera publicación: Papeles de Son Armadans. Palma de Mallorca, 39 (1965): 311-328.
- Zombies. El misterio de los muertos vivientes México: Posada, 1987.

## Reconocimientos
- Es una de las escritoras que forman parte del documental 'Las Sinsombrero 3. El exilio'.[10]